# KC-767 (航空機)
KC-767
航空自衛隊のKC-767J
- 用途：空中給油・輸送
- 分類：空中給油機・輸送機
- 製造者：ボーイング社
- 運用者：

  -  イタリア (イタリア空軍)
  -  日本（航空自衛隊）
  -  コロンビア (コロンビア航空宇宙軍) ※IAI社独自改修、名称:KC-767 ジュピター
- 初飛行：2005年5月21日
- 生産数：8機
- ユニットコスト：約223億円（KC-767J）[1]
- 原型機：ボーイング767-200ER

KC-767は、アメリカ合衆国の航空機メーカー、ボーイング社が開発した空中給油・輸送機。開発母機はボーイング767。
本稿では、同じくKC-767と呼ばれることもあるイスラエル製のB767 MMTTについても記載する。

## 開発経緯
ボーイング社では、これまで空中給油機としてKC-135 ストラトタンカーと、それを母機にしたボーイング707の派生型KC-707を製造してきたが、707は性能の陳腐化から1991年に生産を終了した。また、アメリカを代表する空中給油機は他にマクドネル・ダグラス社のDC-10を改造したKC-10 エクステンダーもあるが、マクドネル・ダグラス社がボーイング社に吸収されたため、後継機が開発されないままとなっていた。
そこでボーイング社は両機の後継として、自社のボーイング767を改造した空中給油・輸送機、767T-T（767タンカー・トランスポート）を提案、イタリア空軍と航空自衛隊が最初の顧客となった。なお、ボーイング767は開発を日本、イタリアの企業がそれぞれ全体の15%を担当している。
アメリカ空軍へ約100機のリース契約も決定していたが、リースでは購入するよりも高額であることが明らかになったことと、採用をめぐって国防総省との裏取引疑惑が取り沙汰されたことから採用を取り消された。紆余曲折の末、KC-767アメリカ軍提案機をより発展させたKC-46が採用された（後述）。

## 機体

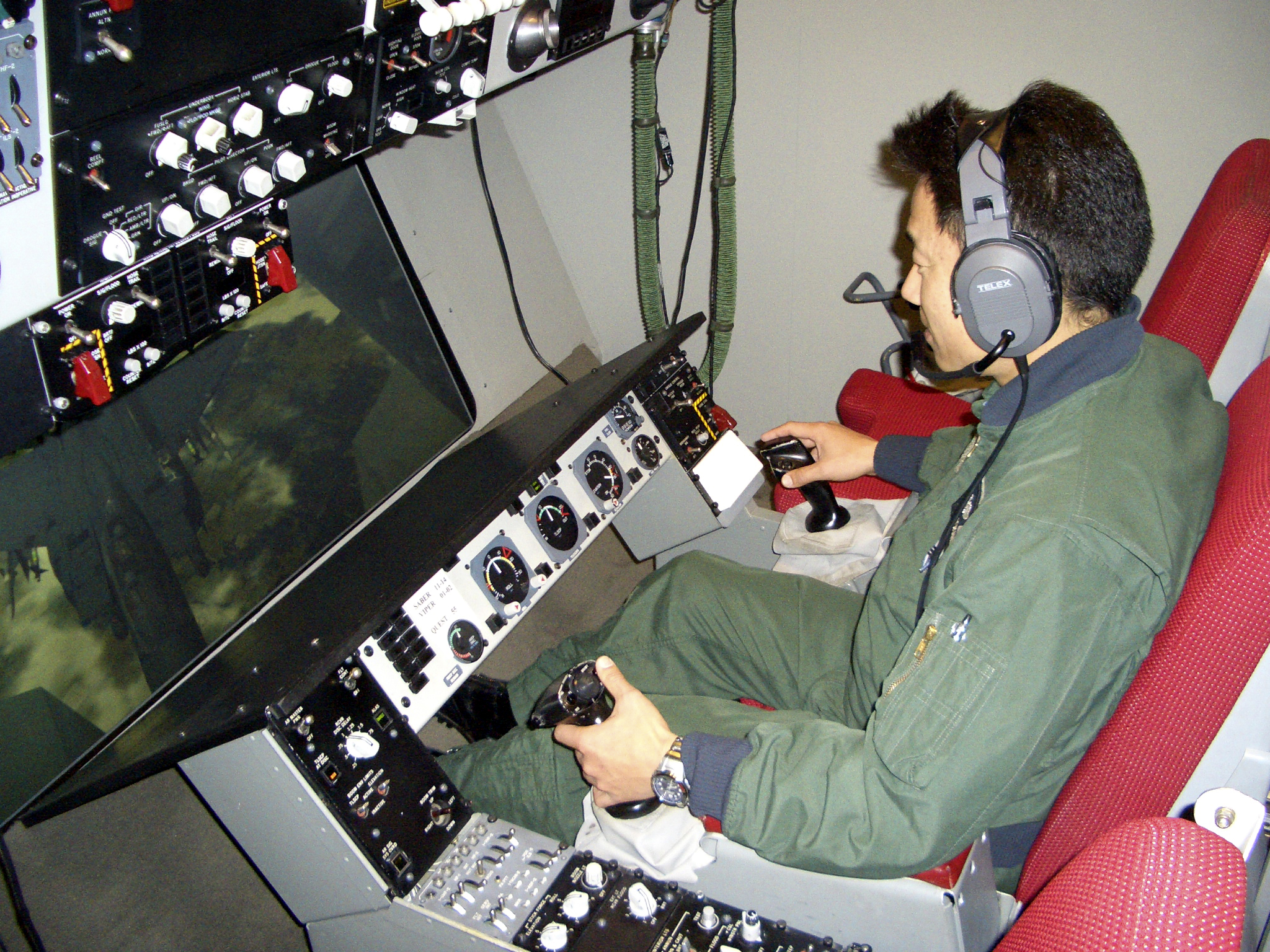
シミュレータで訓練中の給油オペレーター

開発母機は767の中でも機体の短い767-200ERの貨物タイプで、機体は小さいが航続距離が長いことが利点である。これは、長胴タイプの767-300ERでは離陸時に尾部のブームが接地する恐れがあったためである。
胴体尾部のフライング・ブーム式給油ブームの根元には大型機用のプローブ・アンド・ドローグ式給油装置1基を備える。また、翼端に給油ポッドを装備することもできる。それぞれの給油速度は、ブームが毎分900ガロン、中央部のプローブが毎分600ガロン、翼端の給油ポッドは毎分400ガロンである。フライング・ブームは新型の5世代型で、空力学的に洗練された形状と、フライ・バイ・ワイヤ方式の採用により高い精度での制御を可能としている。また、このブームは接触による受油機への潜在的な損傷を低減するため自動的に位置を補正する機能を持っているほか、以前のブームより2,600個部品が少ないために維持が容易である。ドローグも新世代型で、高耐久性と耐衝撃性のものとなっており、ワイヤーや可動部分のないトリチウムライトが装備されている。KC-767自身もフライング・ブーム式の受油リセプタクルを装備しており、空中給油を受けることが可能である。
KC-767で大きく変わった点が、給油装置の操作方法の変更である。KC-135、KC-10の空中給油オペレーター席は機体後部に設けられており、受給油機に対してオペレーターが窓越しに視認して給油操作を行うものであった。これに対し、KC-767のコックピット後部に設けられているRARO（遠隔空中給油操作ステーション、空中給油オペレーター席（AROS）2席で構成）から機体下部に装備しているテレビカメラの映像をモニター画面で見ながらタッチパネルとコントロールスティックで給油操作を行う。この給油システムは、KDC-10に搭載されたRAROシステムの発展型でRARO IIと呼称される。
操作員はロックウェル・コリンズ製の遠隔視野システム（Remote Vision System）という3D対応のゴーグルを着用し、カメラで立体的に映されたブームの様子を見ながら操作を行う。ゴーグルが無くても操作員席にある大型ディスプレイのみで操作することもできる。テレビカメラは機体底部に5台あり、機体後部には予備のオペレーター席や窓は装備されていない。テレビカメラは3次元立体視が可能なBARCS（Boom Air Refueling Camera System）及び2次元で三方向を監視可能な赤外線カメラSACS（Situational Awareness Camera System）で構成されており、前者はブーム付け根のフェアリングに、後者は後部胴体のフェアリングに装備される。
なお、空中給油装備以外に、キャビンを輸送スペースとして利用でき、C-130 ハーキュリーズを上回る航続距離と搭載量を有している。積荷は機首前方左側の入り口から搬入する。キャビンは搭載パレットによって貨物用・人員輸送用・貨客混載の転換可能あるが、この転換作業は少人数でも数時間で終えることができるようになっている。463Lマスターパレットに積載された物資を輸送する場合は19枚を搭載でき、人員なら200名、車輌も小型トラックなら4台を格納できる。なお、KC-135と異なり床下全てが燃料タンクになってはいないため床下貨物室も積載可能となっている。
エンジンはベース機と同じく、ゼネラル・エレクトリック製のCF6-80C2か、プラット・アンド・ホイットニー製PW4000を選択できる。イタリアと日本は共にGE製を選択した。なおベース機はロールス・ロイス製RB211も選択できるがKC-767では提供されていない。

## 運用

### イタリア

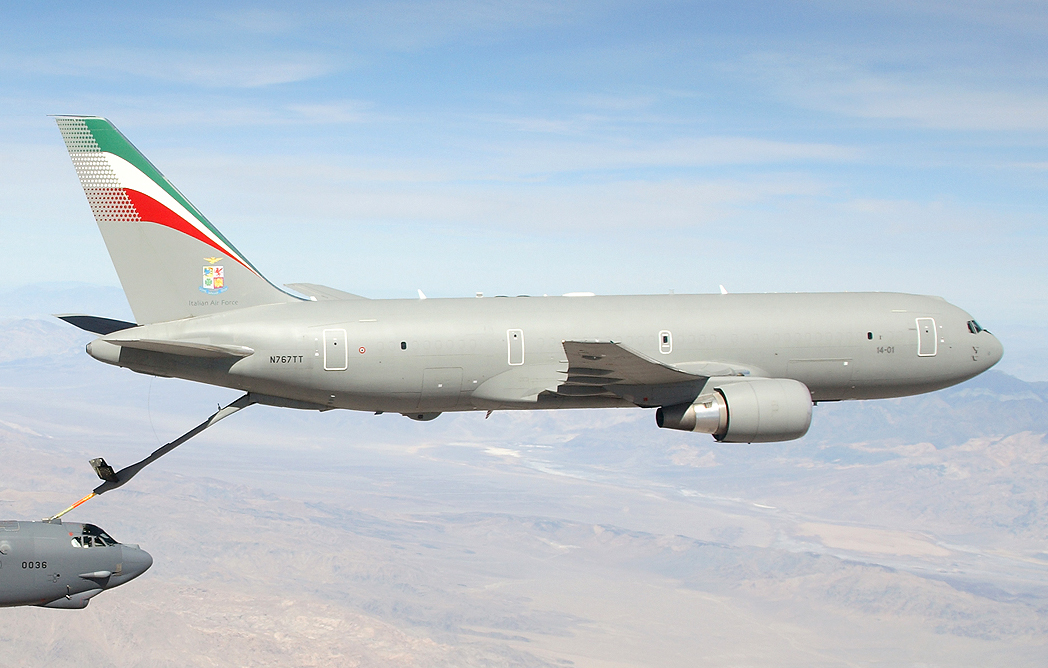
イタリア空軍のKC-767A

KC-767の最初の顧客はイタリア空軍で、2001年6月にKC-767Aの採用を発表し、2002年12月に正式な契約に至った。4機を導入し、機体の受領開始は2005年を予定していた。初号機は2005年2月24日にカンザス州ウィチタでロールアウト（式典で初公開）、5月21日に初飛行した。6月にはパリ航空ショーで展示された。
空中給油機への改装は、アメリカ合衆国の他、イタリアでも作業される予定であった。しかし、翼端の給油ポッドに起因するフラッター問題により、実用化が大きく遅れ、KC-767Jよりも就役が遅れることとなった。この問題解決後に、2010年12月に1号機、2011年3月に2号機がデリバリーされ、2011年5月に就役開始している。残る2機も2011年中にデリバリーされている。
イタリアが所有する機体には、菌やウィルス等の外部への拡散と伝染を防ぐ生物学的封鎖の装備を備えており、2020年、中華人民共和国の武漢市で肺炎が流行した際、現地に滞在していたイタリア人を本国へ帰還させる手段として利用されたことがある。

### 日本

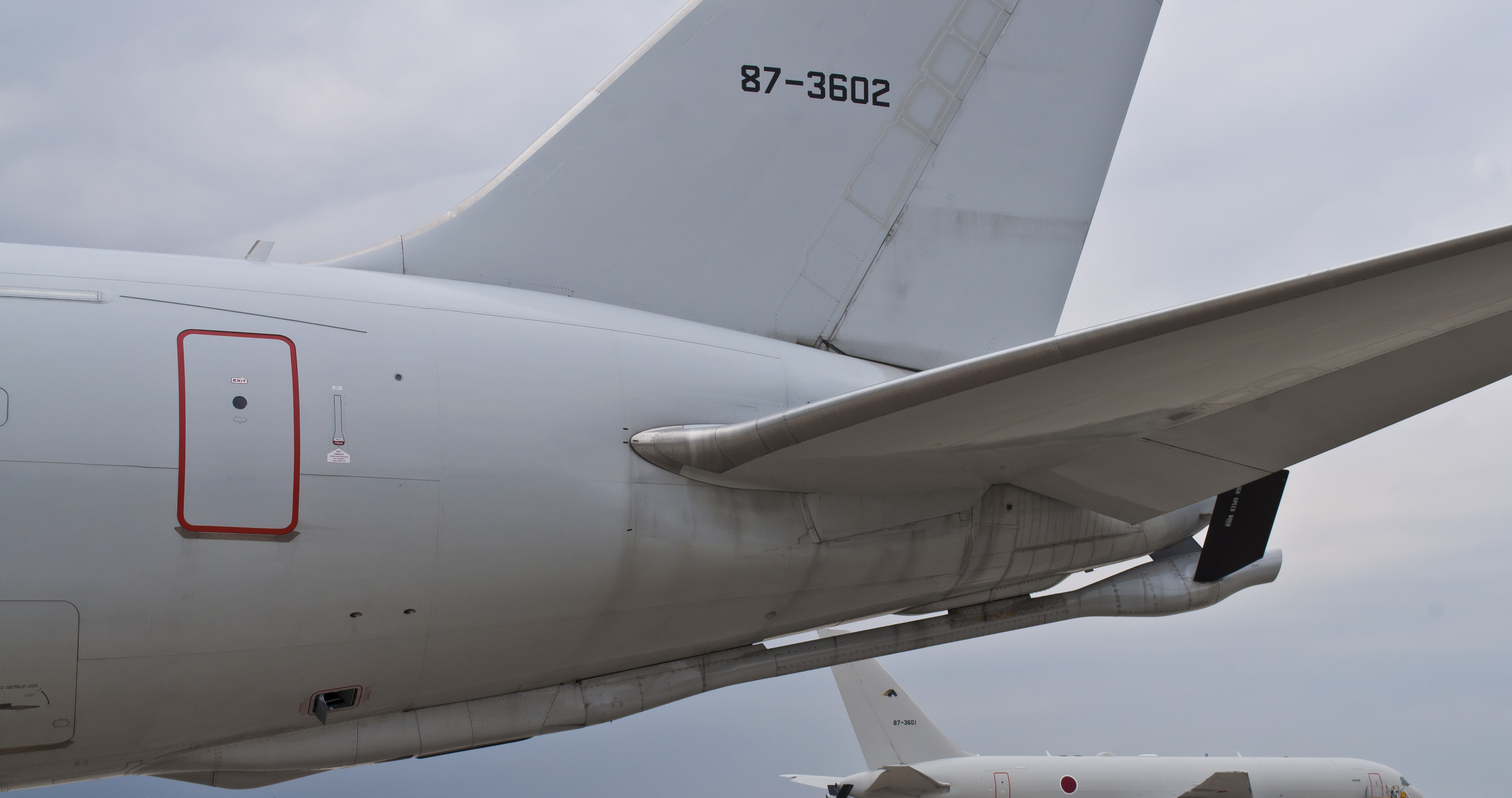
機体後部のフライング・ブーム

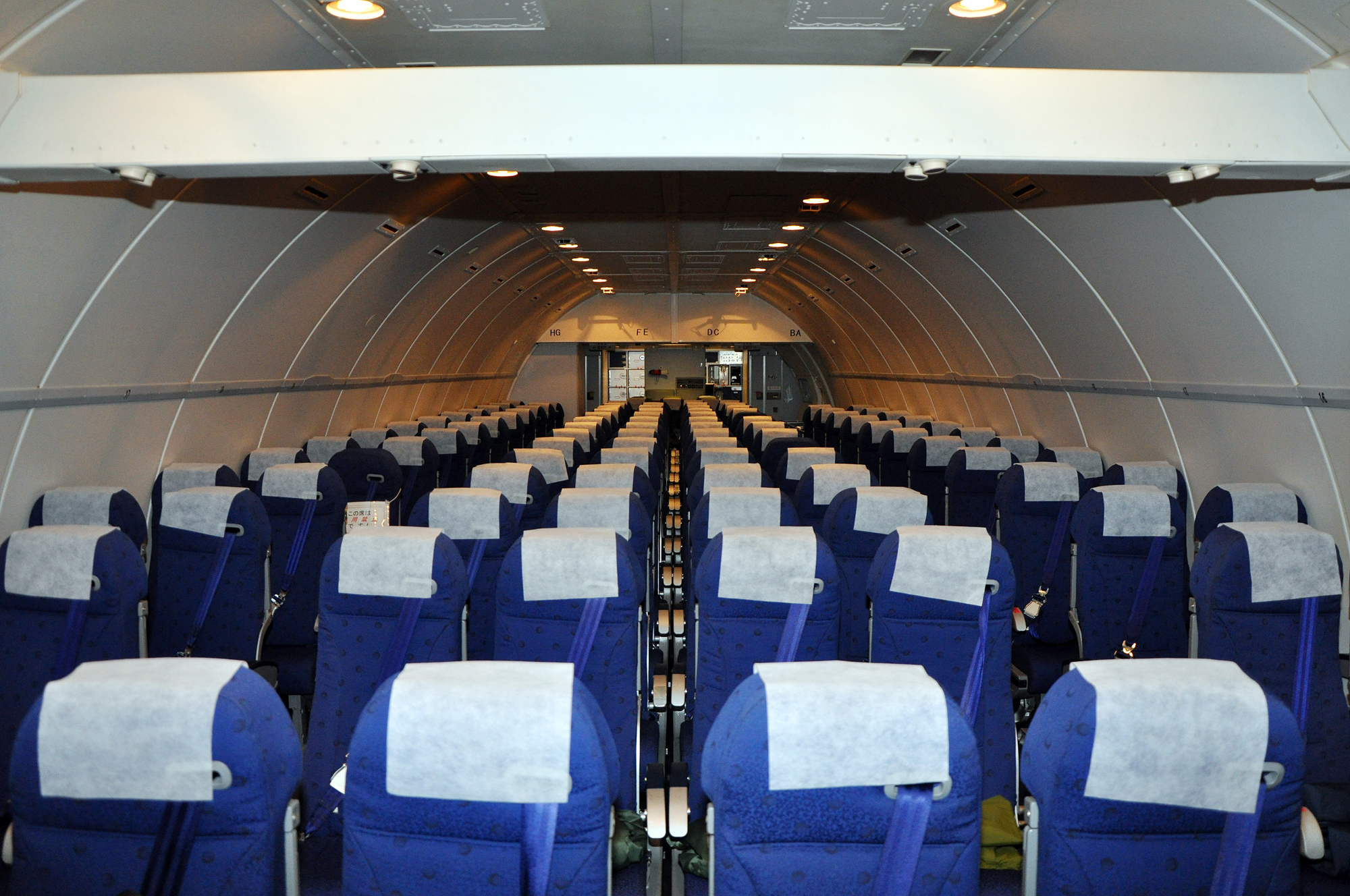
人員輸送用パレット搭載時の機内

二番目の顧客として、日本の航空自衛隊が2001年（平成13年）12月に採用を決定し、こちらは防衛省の名称としてはKC-767、当初ボーイング社はKC-767J としていたが、現在はKC-767と表記している
。2003年（平成15年）3月に初号機の購入契約を交わした。購入においては伊藤忠商事が代理店となっている。
自衛隊の要求は、フライングブーム式の給油装置で、1つの給油ポイントで最大8機に給油可能であること、輸送人員は200名程度、パレット化貨物は6枚、小型トラックは4台が搭載できること、航続距離は貨物搭載量30トンのときに6,500km以上であることであった。エアバス社のA310を改造したA310MRTTが競合機種としてあげられたが、空自が同型のエンジンを搭載しているE-767、B747-400（政府専用機）を運用しており、整備面での有利さもあったKC-767が選定されている。なお、ベース機体の発注先が日本政府であったE-767とは異なり、最初から一般輸入として航空自衛隊向けに発注されたため、カスタマーコードはE-767の「7C」とは異なる「FK」が割り当てられており、ボーイング方式の詳細な形式では「ボーイング767-2FK/ERの改造機」という位置付けになる。
J型はアメリカ空軍式のフライング・ブームのみを採用している。この方式の空中給油を受ける機体はF-15J/DJ、F-2A/B であるが、E-767早期警戒管制機も配管などの準備が施されている。なお、UH-60Jの空中給油方式はプローブ・ドローグ方式である。また、C-130H輸送機にも受油レセプタクル及びプローブ・アンド・ドローグ式空中給油ポッドを装備する予定 で、2010年2月空中給油ポッドを増設した機体が第401飛行隊に配備された。
空中給油機の獲得によって、滞空時間延長がなされ、作戦機の効率的な運用が可能となるとされている。また、空中給油をすることで離着陸回数が削減されることから、基地周辺の騒音低下にもつながると期待されている。さらに、KC-767の航続距離は貨物32トンで9,260 km、4.5トンで14,075kmであり、航空自衛隊の戦術輸送機では最大となるため、
海賊対策を行っているジブチ
や、ロシアによる侵攻を受けたウクライナ向けの物資輸送など能力を生かした様々な活躍が行われている。
調達購入は中期防衛力整備計画（平成13年度〜16年度）の2002年（平成14年）度予算から決まり、1年に1機ずつ計4機を調達することになった。1号機（機体番号：87-3601）は2007年（平成19年）2月〜3月の納入が予定されていたが、ボーイングによる試験が遅延し、アメリカ連邦航空局（FAA）の型式証明取得に時間がかかることとなった。これにより新たな取得予定は2007年（平成19年）7月末に延期されたが、それも間に合わず、伊藤忠商事には1日あたり1,100万円の遅延賠償が発生した。2008年（平成20年）2月29日に納入されたが、防衛省は22億円（契約額の10%で規定上の上限）を伊藤忠商事に対して請求することを検討している。2号機（機体番号：87-3602）は2007年（平成19年）度前半での受領が期待されていたが、こちらも初飛行が2007年11月18日となり、2008年3月に納入された。3号機（機体番号：97-3603）は2009年3月9日、4号機（機体番号：07-3604）は2010年1月8日、それぞれ小牧基地に配備された。
防衛省に納入された各機は技術実用試験を経て配備となる。航空自衛隊では2008年度から1年をかけて、飛行開発実験団空中給油輸送機実用試験隊にて実用試験が行われた。拠点基地は小牧基地で、2009年3月26日に運用する給油・輸送部隊（第404飛行隊）が編成された。
航空自衛隊では迅速な作戦遂行のために12～15機、少なくとも8～9機を獲得しようと考えていたが、追加購入調達については、予算削減を受けた16大綱及び中期防衛力整備計画（平成17年度〜21年度）で、C-2次期輸送機を同時に8機獲得する予定であったため、また、KC-767は高額なため、すでに2007年（平成17年）度予算で計上された4号機で取得を中断し、あとは運用結果を踏まえて検討することになった。その後、2015年10月23日には、KC-46Aの導入決定が発表された。
KC-767Jにはアメリカ海軍・海兵隊式のプローブ・アンド・ドローグ式給油装置は装備されてはいないが、こちらも運用結果を踏まえて追加装備するか検討している。
2025年3月末時点で保有数は4機である。

### アメリカ合衆国
アメリカでは、1996年に政府会計検査院が「将来的な戦力維持に問題がある」として、KC-135後継機KC-Xの研究開始を勧告した。2001年には空軍が「KC-135の運用経費が2001年から2040年の間に大幅に増加する」と発表、2040年には全機を退役させるべきとの見方を示し、そのためには遅くとも2012年までにKC-Xを実用化させる必要があるとした。
すでにボーイング767の軍事利用を研究していたボーイングは「KC-767が要求に最適」であるとして提案、軍の支出削減に応える為に、まず100機をリース契約することを提示した。国防総省も2003年5月23日に、このリース・プログラムについての発表を行い、前向きな姿勢を示した。
発表によると、2006年から100機のKC-767を1億3,100万ドルで借り入れ、リース契約特有の経費として1機当たり700万ドルが必要としているが、総経費は160億ドル以下に抑えられる。また、リース契約が終了する2017年に、全機を約44億ドルで購入する、とした。なお、このアメリカ軍向けのエンジンはイタリアや日本と異なり、プラット・アンド・ホイットニー製PW4000を装備するものであった。
空軍は7月14日に議会へリース案を通告した。しかし、議会から「最初からボーイング単独指名のような計画で進められたのはなぜか」と問い詰められ、また、会計検査院は経費が膨大になると試算した。検査院によると、100機のリース総額は200億から300億ドルとなる一方、現有のKC-135Eを近代化・延命改修してKC-135Rとする案の総額は36億ドル程度で、リースよりも約224億ドル節約できる。また、KC-767のために各基地に新しいインフラを建設しなければならず、その経費は約17億ドルで、それだけでKC-135Eを59機改修できる、とした。議論は長く続いたものの、結局リース案は白紙撤回され、2つの案が提示された。
1つは、ボーイングあるいは海外メーカー（実質エアバス）の機体をKC-Xに改造するもの。2つ目は中古機（実質DC-10）を購入して改造すると共に、KC-135Eを改修するもの。また、大型「給油機」と小型「戦術給油機」を調達し、混合して運用する案も提示されている。1案の中でKC-767の生きる道は残されたが、空軍は2005年8月に「KC-10のような大型給油機を装備するのが最適」として、エアバスA330、ボーイング777、ボーイングC-17 グローブマスターIIIのどれかをベースとするものとした。このうち、C-17は2007年に調達を完了する事となっており、生産ラインも閉じられる為、実質はボーイングかエアバスの旅客機を採用する事が予想されたが、性能と運用コストの点で777改造機やA330MRTTは未知数であった。
2007年2月に空軍は入札候補としてKC-767を挙げ、ボーイングは777と767の比較を行った結果、4月12日にKC-767を提案する事を決定した。
2008年2月29日、国防総省はA330MRTTをKC-45として採用することを決定したが、ボーイング側は米会計監査院（GAO）とEADS及びノースロップ・グラマンに対して異議を申し立てると発表した。6月18日、GAOが空軍の選定に重大な誤りがあるという調査結果を公表したことにより、KC-45の採用は白紙に戻された。
2008年9月10日、国防総省はKC-Xの選定を中断し、選定作業をバラク・オバマ政権下で行うとした。
2010年3月9日、ノースロップ・グラマンが入札を見送ると発表し、ボーイングが受注する見通しとなった。
2011年2月、国防総省は、KC-767をKC-46Aの名称で採用すると発表した。空軍は179機の空中給油機を置き換えたいとしているが、最初の計画では、18機のKC-46Aを2017年まで調達するとしている。

### 提案のみ
オーストラリア
オーストラリア空軍に提案されたが、A330 MRTTに敗れた。
 イギリス
イギリス空軍に提案されたが、A330 MRTTに敗れた。

## 派生型
KC-767A
イタリア空軍向けの機体。フライング・ブーム方式とプローブ・アンド・ドローグ方式の両方の給油装置を備えており、フライング・ブーム装置は胴体後部、プローブ・アンド・ドローグは胴体後部と両主翼端にある。
KC-767J
航空自衛隊向けの機体。フライング・ブーム方式の給油方式のみを装備し、価格を抑えるため機首上面の受油口も省かれている。
KC-767AT
アメリカ空軍向けに提案されたモデルはKC-767AT（Advanced Tanker）と呼ばれ、これがKC-46へと発展した。エンジンにはプラット・アンド・ホイットニーPW4000（PW4062）を搭載しており、フライング・ブームも新型で毎分1,000ガロンの給油が可能となる。胴体こそ767-200型と同等であるが、主翼は300ER型、コックピットは400ER型を基にしたものとなる予定だった。

## B767 MMTT
「B767 MMTT（Multi-Mission Tanker Transport）」は、イスラエルのIAI社のベデック航空機課が開発した767の改造機。翼端にARP-3給油ポッドを装備している。2014年には300ERをベースにIAI製のフライ・バイ・ワイヤ・ブームを装備した機体が飛行している。

### コロンビア

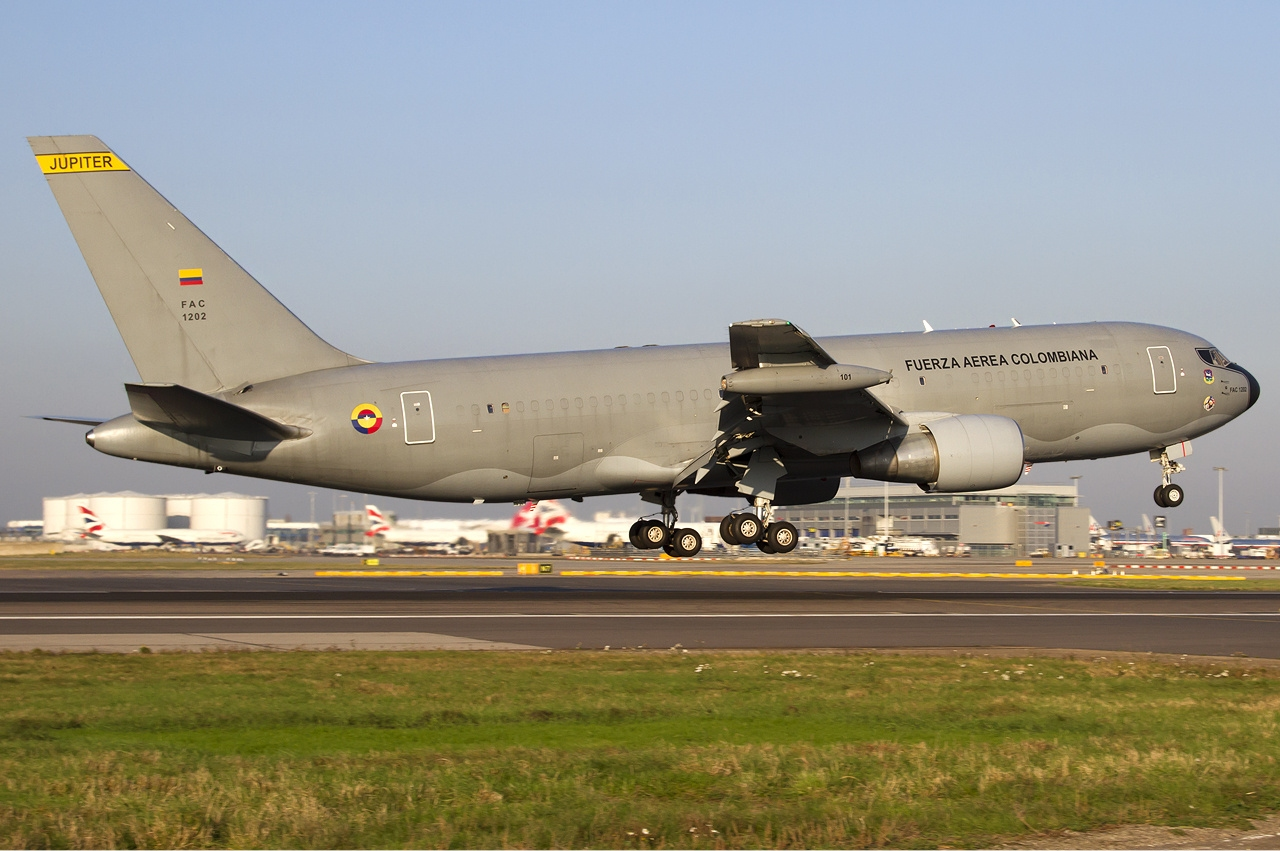
コロンビア航空宇宙軍のB767 MMTT

コロンビア航空宇宙軍向けに、中国国際航空で使用されていた中古のボーイング767-200ERを改修している。同軍では「KC-767 ジュピター」の名称で呼ばれている。VIP輸送機としても運用されているため時折日本に飛来することがあり、2011年の福島第一原子力発電所事故の際には、在日コロンビア人を避難させるために飛来している。

### ブラジル

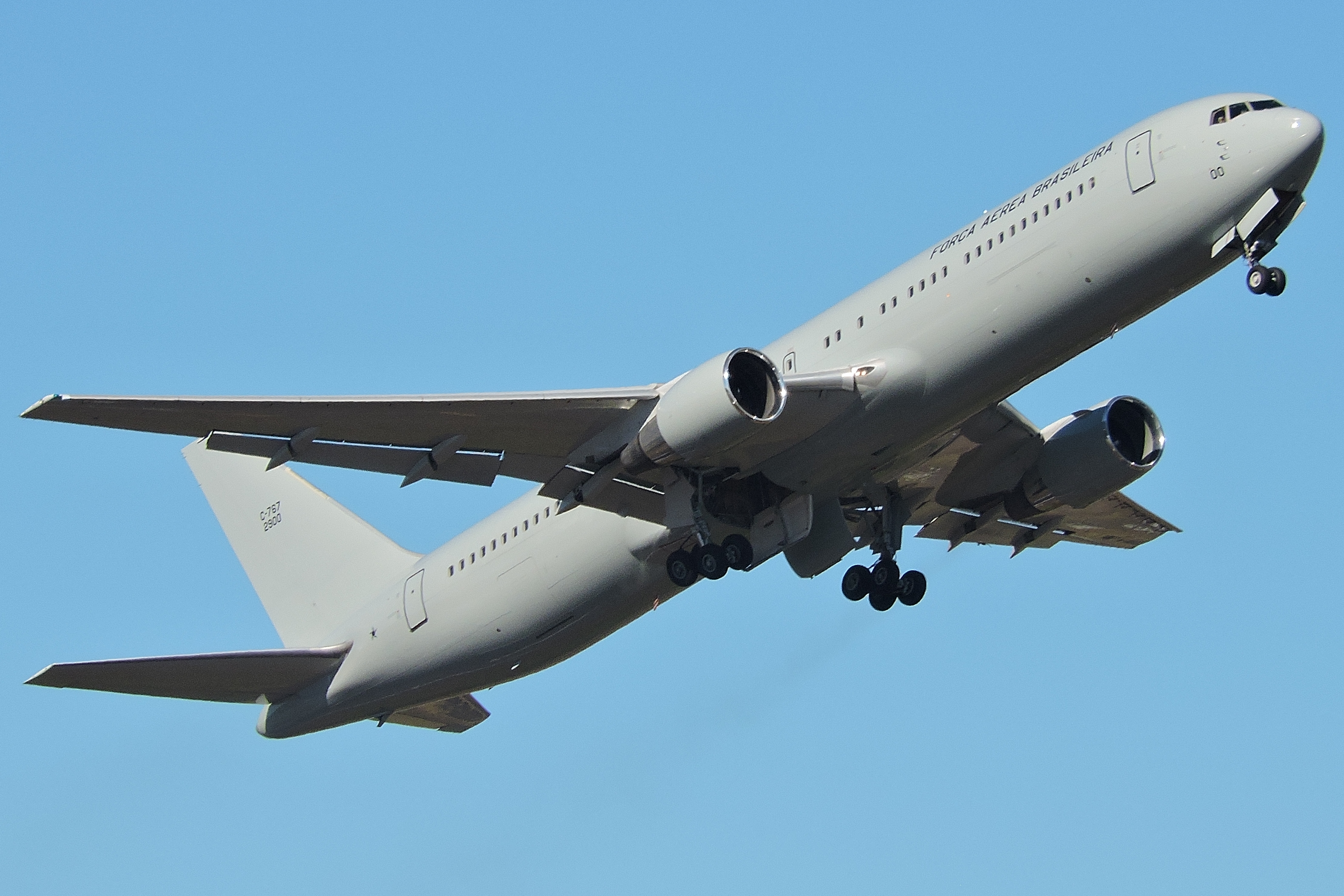
ブラジル空軍のC-767

KC-137の後継として、2013年に2機(オプションでさらに2機)の商用の767-300ERの改修機を選択した。契約では1機をIAIが担当し残りをTAP Manutenção e Engenharia Brasilで実施することとなっていた。さらに2014年に機数は3機に改定された。
ベースとなる767は3年契約(1年間延長可能)でリースされ2016年にブラジルに到着した。しかし、2年間の運用の後リース契約は更新されず機は返却され、これに伴い正式な契約は締結されず改修契約も放棄された。
後継候補としてKC-46やA330 MRTTなどが挙げられている。

## スペック
- 乗員 - 3名（コックピット座席は4）
- 全長 - 48.51m
- 全高 - 15.90m
- 全幅 - 47.57m
- 翼面積 -
- 空虚重量 -
- 最大輸送人員 - 192名～200名

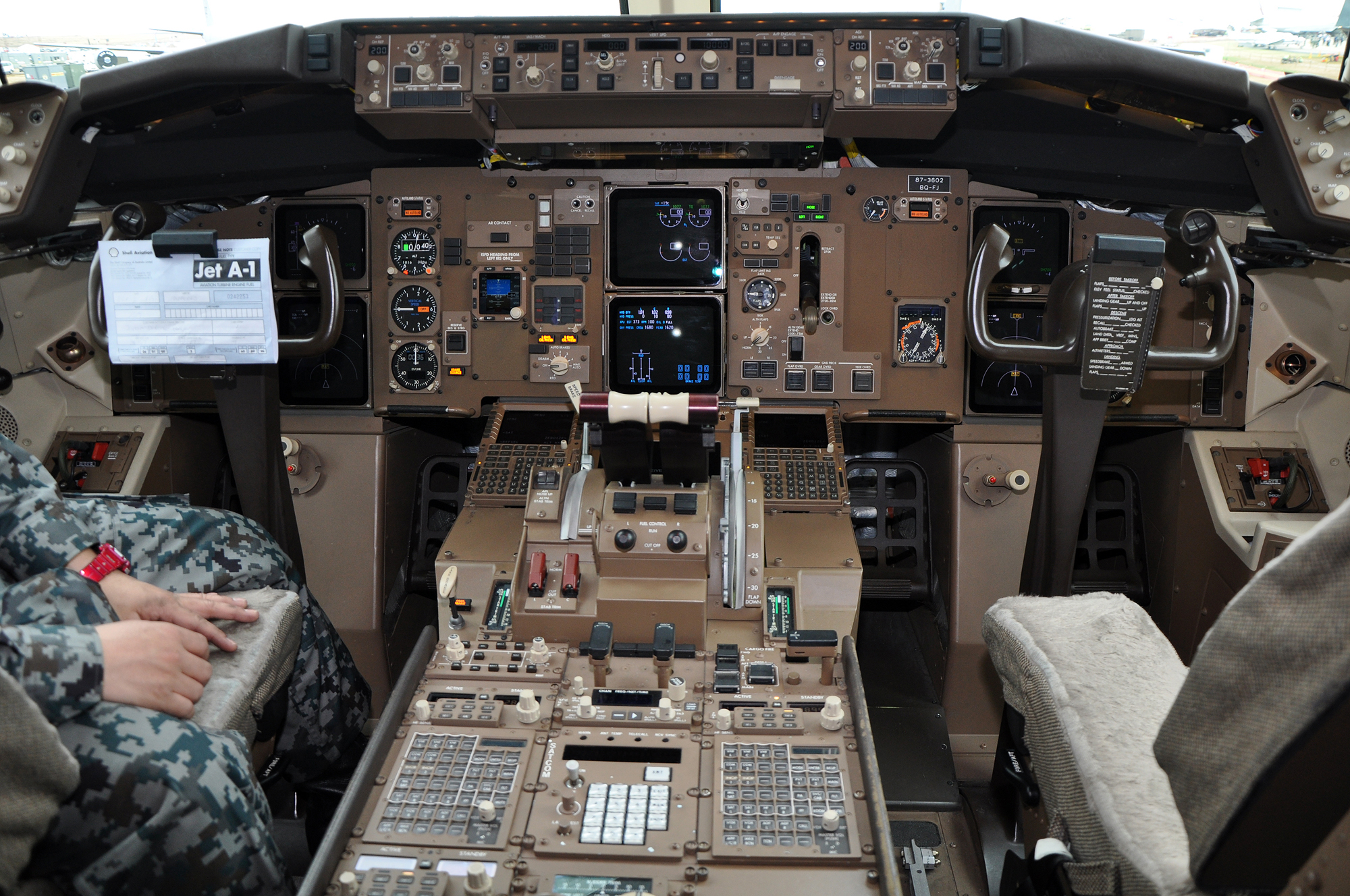
航空自衛隊のKC-767コクピット

- 最大燃料重量 - 72.877 t（F-15最大11機が満タンになる）
- 最大離陸重量 - 186.88t
- エンジン - GE CF6-80C2B6F ターボファン2基
- 推力 - 272.3 kN×2
- 最大速度 - マッハ0.86
- 航続距離 - 14,075 km
- 実用上昇限度 - 13,137m

|                | KC-135R                                | KC-10                                  | KC-767                     | KC-46                      | エアバス A330 MRTT                       | Il-78M                                 |
| -------------- | -------------------------------------- | -------------------------------------- | -------------------------- | -------------------------- | ---------------------------------------- | -------------------------------------- |
| 画像           |                                        |                                        |                            |                            |                                          |                                        |
| 乗員           | 3名                                    | 4名                                    | 3名                        | 3名                        | 3名                                      | 6名                                    |
| 全長           | 41.53 m                                | 55.4 m                                 | 48.51 m                    | 50.5 m                     | 58.8 m                                   | 46.6 m                                 |
| 全幅           | 39.88 m                                | 50.4 m                                 | 47.57 m                    | 48.1 m                     | 60.3 m                                   | 50.5 m                                 |
| 全高           | 12.7 m                                 | 17.1 m                                 | 15.9 m                     | 15.9 m                     | 17.4 m                                   | 14.76 m                                |
| 空虚重量       | ―                                      | ―                                      | ―                          | 82.377 t                   | ―                                        | ―                                      |
| 基本離陸重量   | ―                                      | 109.328 t                              | ―                          | ―                          | ―                                        | ―                                      |
| 最大離陸重量   | 146.285 t                              | 266.5 t                                | 186.88 t                   | 188.24 t                   | 233 t                                    | 190 t                                  |
| 最大燃料搭載量 | 90.719 t                               | 160.2 t                                | 72.877 t                   | 96.297 t                   | 111 t                                    | 69 - 74 t                              |
| 発動機         | F108-CF-100×4                          | CF6-50-C2×3                            | CF6-80C2B6F×2              | PW4062×2                   | トレント772B /CF6-80E1A3 ×2              | PS-90A-76×4                            |
| 発動機         | ターボファン                           |                                        |                            |                            |                                          |                                        |
| 最大速度       | 933 km/h                               | 982 km/h                               | 915 km/h                   | 915 km/h                   | 880 km/h                                 | 850 km/h                               |
| 採用国         | 5                                      | 1                                      | 2                          | 3                          | 10 （NATO6カ国はNATOとして計上）         | 7                                      |
| 給油方式       | 有人直視 ブーム/ドローグ可（併用不可） | 有人直視 ブーム/ドローグ可（併用不可） | 有人遠隔 ブーム/ドローグ可 | 有人遠隔 ブーム/ドローグ可 | 有人遠隔（自動給油可） ブーム/ドローグ可 | 型式により無人可 ドローグポッド3基のみ |